# سرهوني سيد محمد قلي (شلال ودشتغل)
سرهوني سيد محمد قلي (بالفارسية: سراهونی سیدمحمدقلی) هي منطقة سكنية تقع في إيران في قسم شلال ودشتغل الريفي. يقدر عدد سكانها بـ 201 نسمة بحسب إحصاء 2016.